# 藤井四段
藤井四段（ふじいよだん、1995年1月5日 - ）は、日本のYouTuber、ゲーマー、インフルエンサー。本名は藤井 基生（ふじい もとなり）。

## 人物
鹿児島県鹿児島市出身。鹿児島県立鶴丸高等学校卒業後、北九州予備校鹿児島校で4年間の浪人を経て、横浜国立大学理工学部数物・電子情報系学科物理工学教育プログラムに入学。
2017年から「藤井四段」を名乗り、Twitterにて活動を始める。大学に入学するまで、4年間の浪人生活を送っていたことに加え、大学では4回の留年を経験したことから、自身の肩書を留王、八冠と自称し、インフルエンサーとして活動している。また、大乱闘スマッシュブラザーズ SPECIALのプレイヤーとしても活動しており、学生という立場を活かして学生限定大会にも参加していた。2024年4月に3年生に進級するが、同年10月に除籍が確定したため、2025年3月に大学を中退した。

## 経歴
- 2010年4月  鹿児島県立鶴丸高等学校に入学。
- 2013年3月 鹿児島県立鶴丸高等学校を卒業。
- 2017年4月 横浜国立大学理工学部数物・電子情報系学科物理工学教育プログラムに入学。
- 2024年4月 横浜国立大学3年生に進級。
- 2024年10月 横浜国立大学の除籍が確定。
- 2025年3月 横浜国立大学を中退。

## 出演

### ミュージックビデオ
- トマホーク＆ZIMAのシングル「Twice Better」[6]（2020年12月）
- 学歴の暴力のシングル「学歴の暴力 -2023ver-」[7]（2024年2月）